# العلاقات البرازيلية الزيمبابوية
العلاقات البرازيلية الزيمبابوية هي العلاقات الثنائية التي تجمع بين البرازيل وزيمبابوي.

## مقارنة بين البلدين
هذه مقارنة عامة ومرجعية للدولتين:
| وجه المقارنة                                              | البرازيل | زيمبابوي |
| --------------------------------------------------------- | --- | --- |
| المساحة (كم2)                                             | 8.52 مليون | 390.76 ألف |
| عدد السكان (نسمة)                                         | 202.66 مليون | 16.53 مليون |
| الكثافة السكانية (ن./كم²)                                 | 23.79 | 42.3 |
| العاصمة                                                   | برازيليا، ريو دي جانيرو | هراري |
| اللغة الرسمية                                             | برتغالية برازيلية، Brazilian Sign Language ‏ | لغة إنجليزية، اللغة الشونا، النديبيلية الشمالية ‏، لغة الشيشيوا، Barwe ‏، Kalanga language ‏، Tshwa language ‏، النداو ‏، اللغة التسونجا، لغة الإشارة الزيمبابوية ‏، اللغة السوتية، تونغا ‏، اللغة التسوانية، اللغة الفيندية، اللغة الكوسية |
| العملة                                                    | ريال برازيلي، كروزيرو ريال برازيلي ‏، كروزيرو البرازيلية (1990–1993)، البرازيلي كروزادو نوفو، كروزادو برازيلي، cruzeiro ‏، كروزيرو البرازيلية (1942–1967)، الريال البرازيلي (قديم) | دولار أمريكي |
| الناتج المحلي الإجمالي (بليون دولار)                      | 2.06 تريليون | 17.85 مليار |
| الناتج المحلي الإجمالي (تعادل القوة الشرائية) بليون دولار | 3.22 تريليون | 27.88 مليار |
| الناتج المحلي الإجمالي الاسمي للفرد دولار أمريكي          | 8.54 ألف | 924 |
| الناتج المحلي الإجمالي للفرد دولار أمريكي                 | 15.89 ألف | 1.79 ألف |
| مؤشر التنمية البشرية                                      | 0.754 | 0.509 |
| رمز المكالمات الدولي                                      | +55 | +263 |
| رمز الإنترنت                                              | .br | .zw |
| المنطقة الزمنية                                           | | ت ع م+02:00 |

## منظمات دولية مشتركة
يشترك البلدان في عضوية مجموعة من المنظمات الدولية، منها:
| علم المنظمة | اسم المنظمة                        | تاريخ انضمام البرازيل | تاريخ انضمام زيمبابوي |
| ----------- | ---------------------------------- | --------------------- | --------------------- |
|             | مؤسسة التنمية الدولية              | 15 مارس 1963          | 29 سبتمبر 1980        |
|             | الأمم المتحدة                      | 24 أكتوبر 1945        | 25 أغسطس 1980         |
|             | منظمة التجارة العالمية             | ?                     | ?                     |
|             | منظمة الشرطة الجنائية الدولية      | ?                     | ?                     |
|             | الاتحاد الدولي للاتصالات           | 4 يوليو 1877          | 10 فبراير 1981        |
|             | الفريق المعني برصد الأرض           | ?                     | ?                     |
|             | البنك الدولي للإنشاء والتعمير      | 14 يناير 1946         | 29 سبتمبر 1980        |
|             | الاتحاد البريدي العالمي            | ?                     | ?                     |
|             | منظمة حظر الأسلحة الكيميائية       | ?                     | ?                     |
|             | مؤسسة التمويل الدولية              | 31 ديسمبر 1956        | 29 سبتمبر 1980        |
|             | البنك الإفريقي للتنمية             | ?                     | ?                     |
|             | وكالة ضمان الاستثمار متعدد الأطراف | 7 يناير 1993          | 10 أبريل 1992         |
|             | يونسكو                             | 4 نوفمبر 1946         | 22 سبتمبر 1980        |

## وصلات خارجية
- موقع وزارة الخارجية البرازيلية
- موقع وزارة الخارجية الزيمبابوية